# إليماناق
إليماناق (بالجرينلاندية: Ilimanaq) كلاوشافن سابقاً، هي مستوطنة تتبع بلدية أفاناتا غربي جرينلاند. بلغ عدد سكانها 53 نسمة عام 2020. الاسم الحديث للقرية هو كالاليسوت ويعني "مكان التوقعات".

## جغرافيا

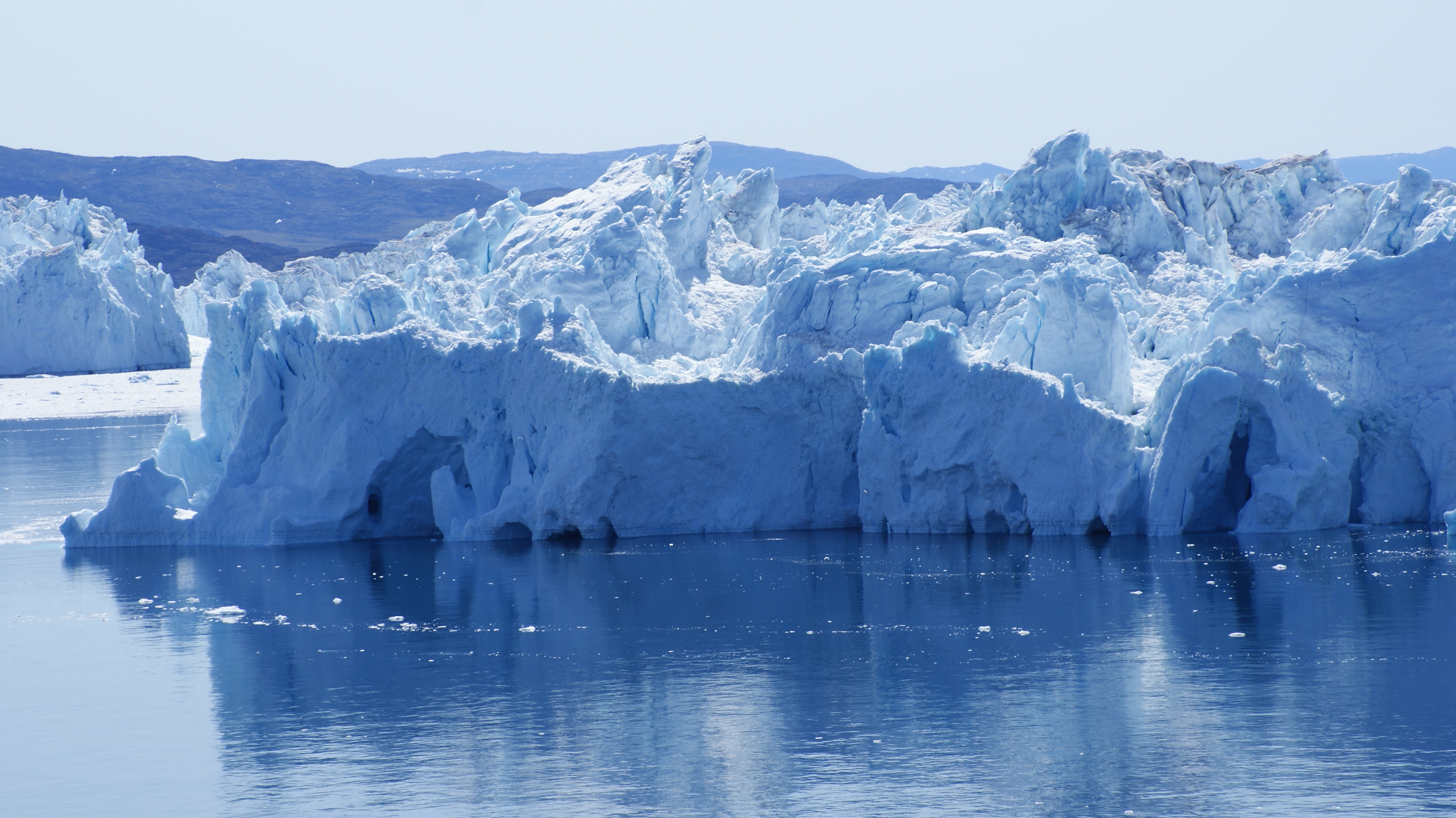
الجبال الجليدية في مضيق إيلوليسات الجليدي مع تلال إليماناق في الخلفية

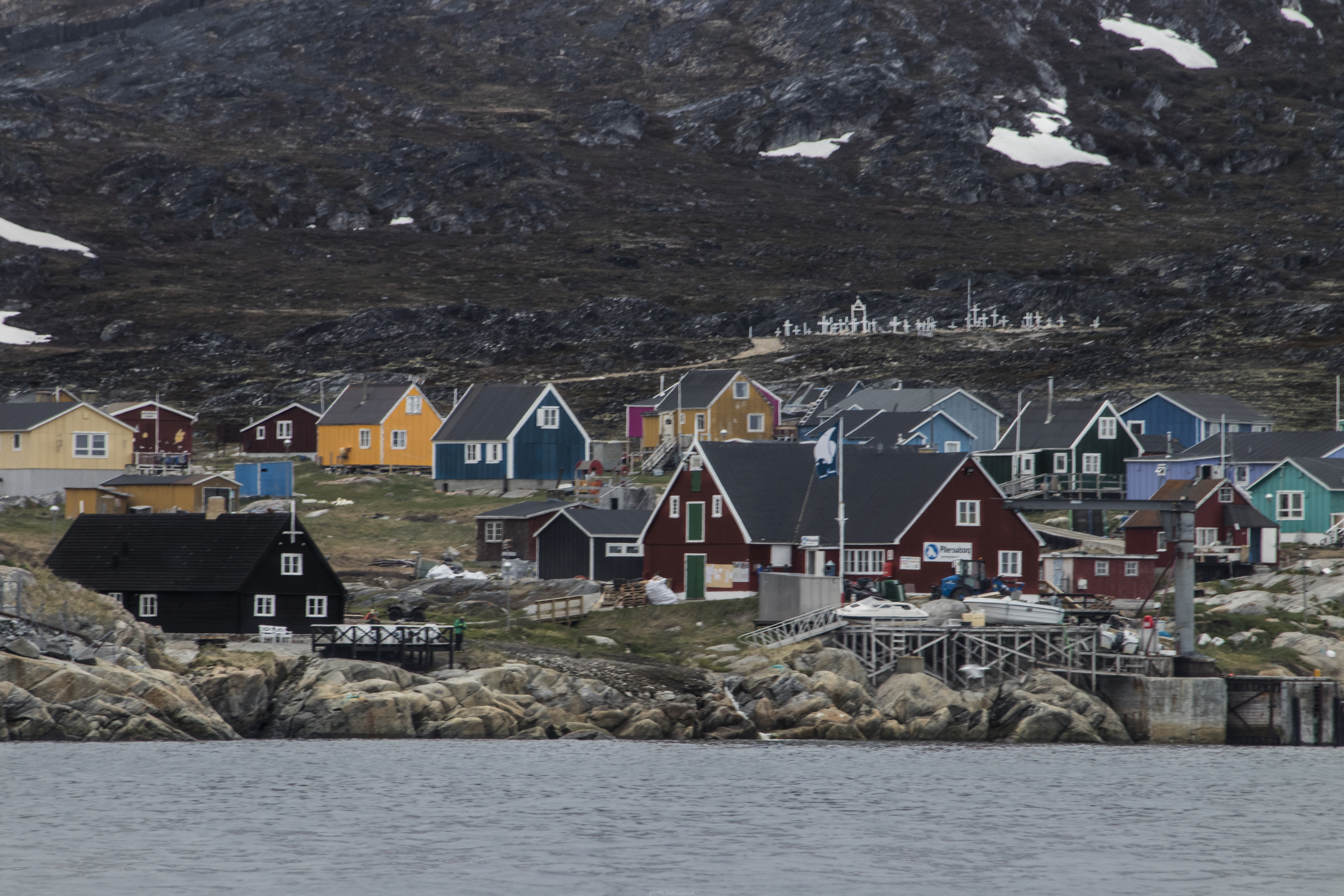
منظر عام لإليماناق.

تقع إليماناق على الشاطئ الشرقي لخليج ديسكو، جنوب مصب  مضيق إيلوليسات الجليدي (بالجرينلاندية: ).

## تاريخ
الاسم الدنماركي القديم للمستوطنة مشتق من صائد الحيتان الهولندي كلايس بيترز تورب. كان صائدو الحيتان نشطين في المنطقة منذ عام 1719 حتى 1732، تاركين وراءهم مجموعة من الأسماء  –  كانت مستوطنة أوكاتسوت في الشمال في الأصل محطة هولندية لصيد الحيتان تسمى "رودباي". تأسست مدينة كلاوشافن في عام 1741، في نفس الوقت تقريباً الذي تأسست فيه إيلوليسات.
في عام 1752، أنشأ نيلز برونلوند بلوخ، ابن عم بول إيجيد، إرسالية في إليماناق.
بعد عام 1880، فقدت المستوطنة أهميتها. وتم تجديد الكنيسة عام 1908 والمنازل الاستعمارية القديمة. تعتبر إليماناق نقطة البداية للمشي لمسافات طويلة إلى قاسيجيانجويت ورحلات القوارب في المضيق البحري الجليدي.

## البنية التحتية
مصادر المعيشة الرئيسية للسكان بالاعتماد على الصيد وصيد الأسماك والسياحة. اثنان من منازل المستوطنة، التي كانت في السابق نزلاً للصيد، يتم تأجيرهما الآن للسياح. يوجد بالقرية أضواء شوارع ومسارات محددة في المنطقة المجاورة. يوجد أيضاً سوبر ماركت Pilersuisoq المحلي.

## المواصلات

### طيران
تخدم شركة طيران جرينلاند القرية كجزء من عقد حكومي، من خلال رحلات طائرات الهليكوبتر في فصل الشتاء فقط بين مهبط إليماناق ومطار إيلوليسات. تعتبر رحلات الاستيطان في خليج ديسكو فريدة من نوعها؛ حيث يتم تشغيلها فقط خلال فصلي الشتاء والربيع. خلال فصل الشتاء، يمكن الوصول إلى بلدة Qasigiannguit القريبة الواقعة جنوبي إليماناق سيراً على الأقدام أو بواسطة الزلاجات التي تجرها الكلاب.

### بحر
خلال الصيف والخريف، عندما تكون مياه خليج ديسكو صالحة للملاحة، يكون الاتصال بين المستوطنات عن طريق البحر فقط، وتخدمه شركة ديسكو لاين. تربط العبارة إليماناق بإيلوليسات، حيث تتوفر وصلات العبارات إلى أوكاتسوت، وكيقرتاق، وسقاق، وكيكيرتارسواك، والبلدات والمستوطنات في أرخبيل آسيات.

## السكان
ظل عدد سكان إليماناق مستقرًا في العقدين الماضيين.